# Android One
Android One — линейка смартфонов, использующих немодифицированную операционную систему Android. Технические стандарты на их аппаратное и программное обеспечение созданы Google для обеспечения единообразного пользовательского опыта и повышения безопасности пользователей за счет частых обновлений и Google Play Protect. Проект Android One был представлен в 2014 году и изначально ориентировался на устройства начального уровня для развивающихся рынков, но позже был расширен и для других сегментов рынка.

## История
Проект Android One был запущен Сундаром Пичаи, генеральным директором компании Google. Инициатива была создана для индийского рынка, в её рамках Google начала предоставлять референсный (эталонный) дизайн и упрощенную версию Android (Android L) для снижения затрат на R&D и создания сегмента дешёвых смартфонов. Пичаи сообщил, что первые модели имели практически идентичные аппаратные характеристики, так как были созданы на базе одной эталонной платформы.
Обновления безопасности и операционной системы выпускались самой корпорацией Google для первого поколения устройств Android One на базе мобильной системы на кристалле MediaTek MT6582 с четырьмя процессорными ядрами.
5 сентября 2017 подразделение Android One и корпорация Xiaomi совместно объявили о Xiaomi Mi A1 на базе Snapdragon 625 — первом смартфоне в рамках расширенной программы Android One. Этот телефон был представлен в тридцати шести странах, он продавался через различные онлайн- и оффлайн-магазины, включая Xiaomi Mi Home. Высокий объём продаж отмечался в Индии, Индонезии, России и на Тайване. Позже в сентябре виртуальный мобильный оператор Project Fi (созданный Google в 2015) представил смартфон проекта Android One в США. В ноябре Android One вышел на немецкий рынок с HTC с U11 Life.
В феврале 2018 на выставке MWC 2018 компания HMD Global, производитель смартфонов Nokia, представила соответствующие Android One модели Nokia 6.1, Nokia 7 Plus и Nokia 8 Sirocco и объявила, что все новые смартфоны Nokia будут выходить с Android One.
С 2016 по 2021 преобладающей платформой выпускаемых смартфонов Android One стали SoC Qualcomm Snapdragon (4xx, 6xx, 7xx, 8xx), а модели на чипах других производителей (Mediatek MT67xx и Exynos 9609) единичны.

## Продукты

### 2014 год
4 модели для Индии и Пакистана
- Spice	Dream UNO
- Micromax Canvas A1
- Karbonn Sparkle V
- Symphony Roar A50

### 2015 год
13 моделей, преимущественно в Индонезии и Филиппинах
- BQ Aquaris A4.5
- Cherry Mobile One G1
- i-mobile IQ II
- Infinix Mobile Hot 2 X510
- QMobile A1
- Lava Mobiles Pixel V1
- Cherry Mobile One
- General Mobile 4G
- Cherry Mobile One
- MyPhone Uno
- Mito Impact
- Evercoss One X
- Nexian Journey One

### 2016 год
- Sharp 507SH (Япония)
- General Mobile 5 Plus (Турция)

### 2017 год
11 моделей, преимущественно в Японии
- Kyocera S2 (Япония)
- General Mobile GM6 (Турция, Нидерланды, Италия)
- Sharp S1 (Япония)
- Sharp X1 (Япония)
- Xiaomi Mi A1 — первое устройство программы Android One, выпущенное по всему миру
- HTC U11 Life (Великобритания, Германия)
- Motorola Moto X4
- HTC X2 (Япония)
- Kyocera X3 (Япония)
- Kyocera S4 (Япония)

### 2018 год
- Sharp S3 (Япония)
- General Mobile GM 8 (Турция)
- Nokia 7 Plus
- Nokia 6.1
- Nokia 8 Sirocco
- Nokia 3.1
- Sharp X4 (Япония)
- BQ Aquaris X2
- BQ Aquaris X2 Pro
- Xiaomi Mi A2
- Xiaomi Mi A2 Lite
- Nokia 5.1
- Nokia 5.1 Plus
- Nokia 6.1 Plus
- Infinix Note 5
- General Mobile GM 9 Pro (Турция)
- Motorola One Power
- Nokia 3.1 Plus
- Nokia 7.1
- Motorola One
- LG G7 One
- Nokia 8.1 (X7)

### 2019 год
- Nokia 9 PureView
- Nokia X71
- Nokia 7.2
- Nokia 6.2
- Nokia 4.2
- Nokia 3.2
- Nokia 2.2
- Nokia 2.3
- Sharp S5 (Япония)
- Sharp S7 (Япония)
- Mara Z (ОАЭ)
- Motorola One Action
- Xiaomi Mi A3 — последнее устройство Android One от Xiaomi. Причинами отказа от выпуска следующей модели A4 называют невысокие продажи линейки и проблемы с обновлениями[7].
- Motorola One Vision

### 2020 год
- Nokia 8.3 5G
- Nokia 5.3
- Nokia 5.4 не все модели, (Nokia TA-1337 - Powered by Android)
- Nokia 3.4
- Nokia 2.4
- Moto G Pro

### 2021 год
- Nokia G10
- Nokia G20
- Nokia X10
- Nokia X20
- Nokia XR20

### 2022 год
- Nokia G21
- Kyocera Android One S9
- Nokia G11
- Nokia G11 Plus
- Nokia G60
- Nokia X30

### 2023 год
- Kyocera Android One S10